# Сельский туризм

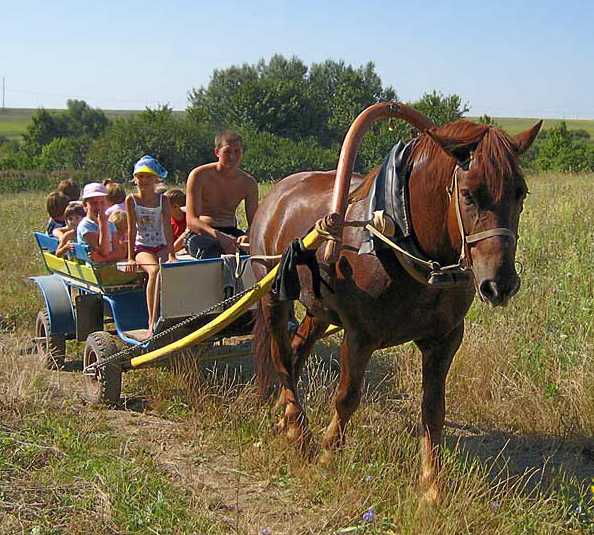
Праздник Яблочного Спаса в родовом экопоселении «Кореньские родники».

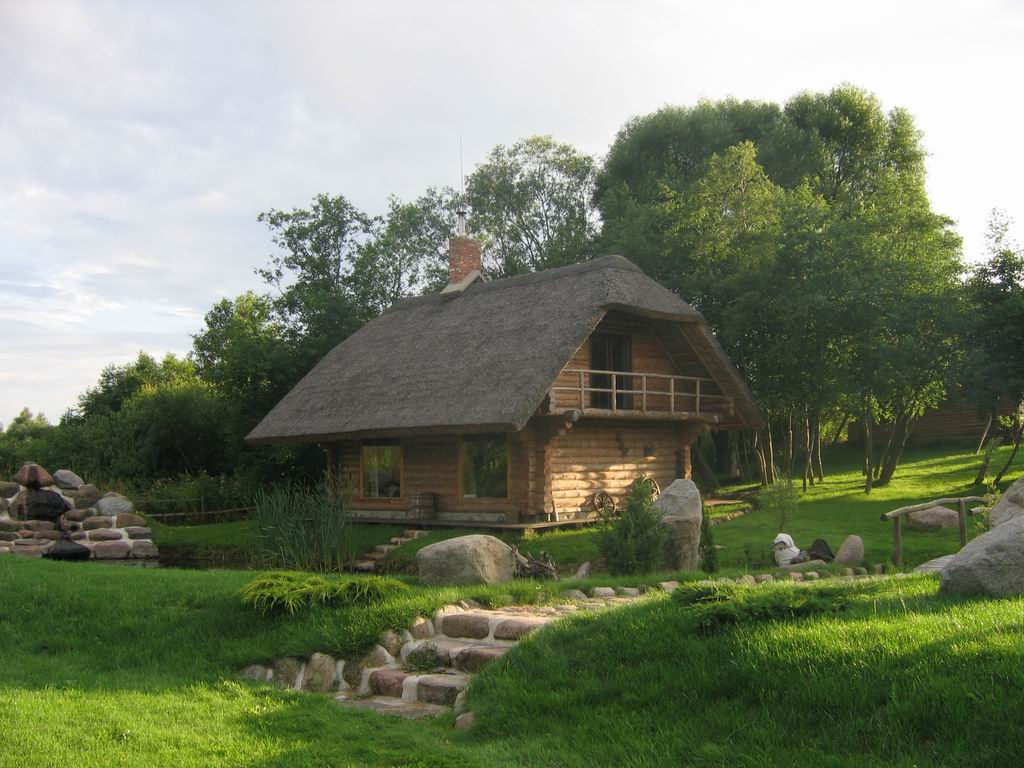
Гостевой домик в Литве

Сельский туризм (агротуризм) — сектор туристской индустрии, ориентированный на использование природных, культурно-исторических и других ресурсов сельской местности и её особенностей для создания комплексного туристского продукта. Туристы ведут сельский образ жизни, знакомятся с местными культурой и обычаями, принимают участие в традиционном сельском труде. Этот вид туризма хорошо развит в Испании, Италии, Франции.
Сельский туризм рассчитан на то, что уставший от города и его суеты человек стремится заслуженно отдохнуть, пусть и недолго. В более широком понимании это сектор экономической деятельности в территориальном аспекте, когда ряд других сфер хозяйствования подстраиваются под данный вид туризма для обеспечения соответствующих условий с целью притока новых средств в экономику региона.
Первая агротуристическая ферма в России была открыта выходцем из Италии в селе Медное, Тверской области в 1999 году.

## Особенности
Разновидностью сельского туризма является совмещение работы с отдыхом, когда в обмен на участие в сельхозработах часть дня турист-земледелец получает жилье и питание, без денежных платежей между сторонами (агротуризм). Такой тип взаимодействия фермеров и туристов организуется во многих странах мира через программу WWOOF.
Это достаточно молодое направление туризма для России. В настоящее время данный вид отдыха пока не имеет среди россиян столь широкого распространения, как за рубежом, где сельский туризм очень популярен. Интерес к нему обусловлен невысокими затратами и большей близостью к природе по сравнению с другими видами отдыха.
Положительная социальная составляющая сельского туризма заключается в обеспечении занятости сельского населения в сфере услуг на селе. Поэтому развитие данного направления можно рассматривать как путь социального развития депрессивных сельских районов, который позволяет остановить деградацию сельской местности, страдающей от постоянного оттока населения, в частности, по причине отсутствия работы.
Услуги, предоставляемые в рамках программ сельского туризма, обычно включают в себя:
- проживание в уютных частных усадьбах;
- питание на заказ из экологически чистых продуктов;
- знакомство с историей края;
- походы за грибами и ягодами;
- участие в народных обрядах.

Некоторые авторы и разработчики туристических продуктов выделяют в качестве самостоятельного такой вид туристических путешествий, как фольклорные туры, целью которых является знакомство с устным народным творчеством в местах её бытования. Экскурсионные программы этих туров включают посещение этнографических музеев, концертов фольклорных коллективов, фольклорных фестивалей, массовое празднований народных праздников с сохранившимися аутентичными обрядами. Отличительной особенностью фольклорных анимационных программ является их реализация в естественных природных условиях.

## Классификация сельского туризма
- Агротуризм (сбор урожая)
- Туризм пребывания («пожить в деревне»)
- Туризм практического опыта (получение жизненного опыта)
- Гастрономические туры (традиционные блюда и напитки)
- Общинный экотуризм (туризм экосообщества)
- Этнографический туризм (знакомство с местными традициями)[7].
- Сельскохозяйственный туризм [2].